# Zhu Xiangyun
Zhu Xiangyun, Chinees: 朱香云, (1950, China) is een voormalig Chinees professioneel tafeltennisster. Zhu is haar achternaam.
Ze won in de periode 1975 tot 1977 drie medailles op de wereldkampioenschappen.

## Belangrijkste resultaten
- WK
  -  Goud met het team in 1977 in Birmingham.
  -  Zilver in het vrouwen dubbelspel in 1975 in Calcutta met Lin Meiqun.
  -  Zilver in het vrouwen dubbelspel in 1977 in Birmingham met Wei Lijie.